# Emauzaur
Emauzaur (Emausaurus) – rodzaj opancerzonego dinozaura z grupy tyreoforów (Thyreophora). Wyglądem przypominający scelidozaura.
Znaczenie jego nazwy – jaszczur EMAU (Ernst-Moritz-Arndt-Universitāt w Greifswaldzie)
Żył w epoce wczesnej jury (ok. 190-176 mln lat temu) na terenach współczesnej Europy. Długość ciała ok. 2 m, wysokość ok. 70 cm, masa ok. 30 kg. Jego szczątki znaleziono w Niemczech (Meklemburgia-Pomorze Przednie).
Bazalny przedstawiciel tyreoforów. Znaleziono jego czaszkę.